# Burgos (Pangasinan)
Pour les articles homonymes, voir Burgos (homonymie).
Burgos est une municipalité de la province de Pangasinan, aux Philippines.